# Khloé Kardashian

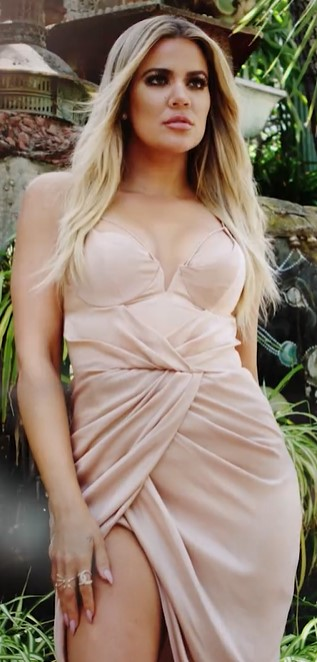
Khloé Kardashian (2016)

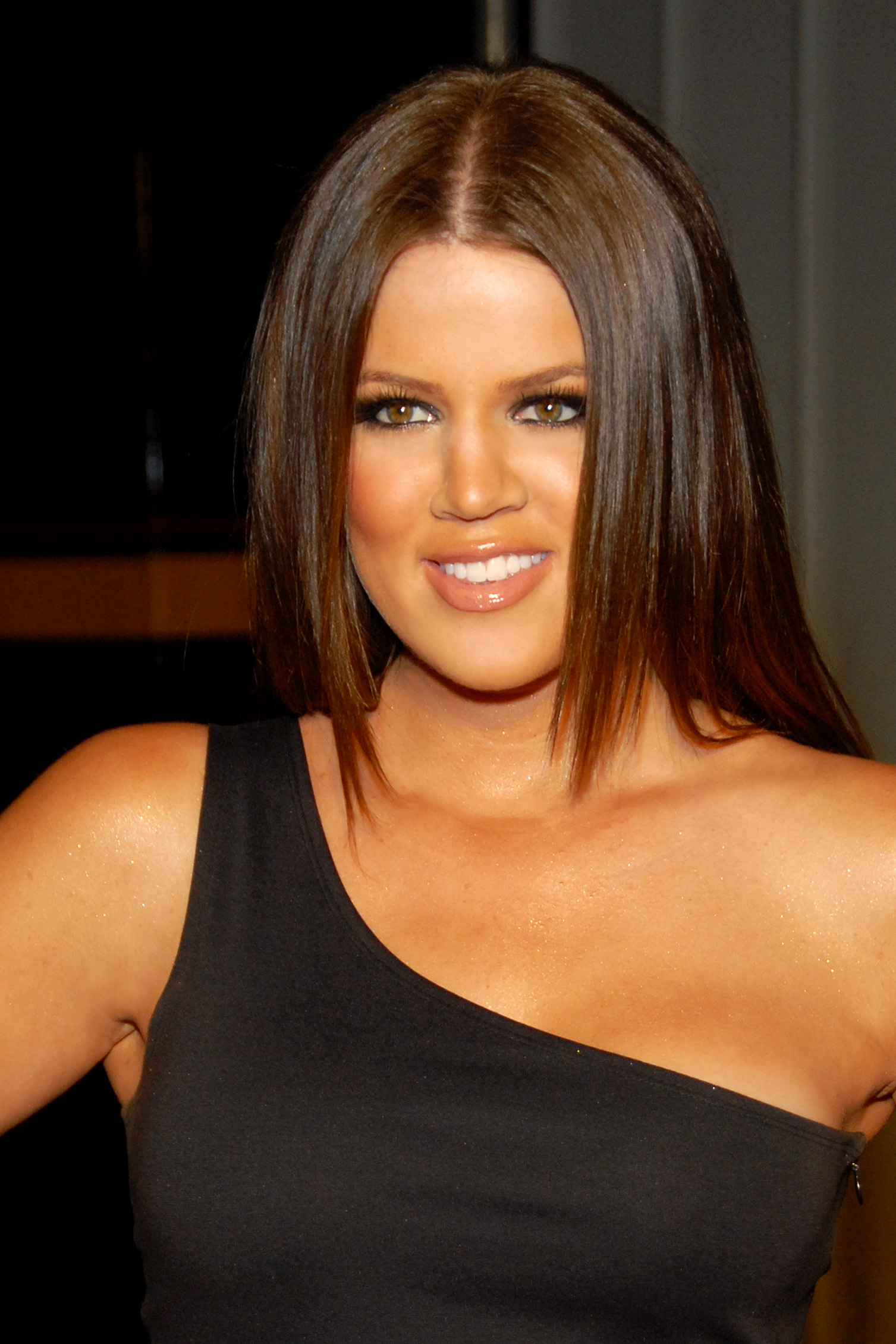
Khloé Kardashian (2009)

Khloé Alexandra Kardashian  (* 27. Juni 1984 in Los Angeles, Kalifornien) ist eine US-amerikanische Reality-Show-Teilnehmerin, Model, Unternehmerin und Moderatorin.

## Leben
Kardashian ist seitens ihres Vaters armenischer sowie seitens ihrer Mutter, Kris Jenner, schottisch-niederländischer Abstammung. Ihr Vater, der 2003 verstorbene Prominenten-Anwalt Robert Kardashian, war ein enger Vertrauter von O. J. Simpson und Mitglied im Verteidiger-Team bei dessen Mordprozess. Ihre Stiefmutter ist Caitlyn Jenner (ehemals Bruce Jenner), Gewinner der Goldmedaille im Zehnkampf der Herren bei den Olympischen Sommerspielen 1976 in Montreal.
Bekannt wurde Kardashian durch die seit 2007 produzierte Reality-Show Keeping Up with the Kardashians, welche persönliche Einblicke in das Leben der Kardashian-Jenner-Familie gewährt, und durch die Spin-off-Serien Kourtney and Khloé take Miami sowie Khloé & Lamar.
Sie hatte außerdem Auftritte in Fernsehsendungen und Talkshows wie Larry King Live, The Simple Life, Late Show with David Letterman, Jimmy Kimmel Live!, The Tonight Show, Chelsea Lately und Dancing with Stars.
Gemeinsam mit ihren Schwestern Kim und Kourtney betrieb Khloé Kardashian zwölf Jahre lang die Modeboutique-Kette Dash und brachte die Modekollektion Kardashian Kollection auf den Markt.
Sie war von 2009 bis 2016 mit dem Basketballspieler Lamar Odom verheiratet. Sie war mit dem Basketballspieler Tristan Thompson liiert. Im April 2018 wurde Kardashian Mutter einer Tochter. 2019 trennten sich Khloé Kardashian und Thompson. Im August 2022 wurde sie erneut Mutter, diesmal eines Sohnes. Das Kind mit ihrem Ex hat eine Leihmutter ausgetragen.
Bei den 46th People’s Choice Awards gewann die Schauspielerin 2020 in der Kategorie The Reality TV Star of 2020 mit der Serie Keeping Up with the Kardashians.

## Filmografie
- seit 2007: Keeping Up with the Kardashians (Fernsehserie)
- 2008: MADtv (Fernsehserie, zwei Folgen)
- 2009: The Celebrity Apprentice (Spielshow)
- 2009–2010: Kourtney and Khloé Take Miami (Fernsehserie)
- 2010: Fashion Police (Fernsehserie)
- 2010: 90210 (Fernsehserie, eine Folge)
- 2011: Law & Order: LA (Fernsehserie, eine Folge)
- seit 2011: Kourtney and Kim Take New York (Fernsehserie)
- seit 2011: Khloé & Lamar (Fernsehserie)
- 2012: Punk’d (Fernsehserie, eine Folge)
- seit 2012: The X Factor (Castingshow)
- 2013: Real Husbands of Hollywood (Fernsehserie, eine Folge)
- 2014: Royal Pains (Fernsehserie, eine Folge)
- 2014: RuPaul’s Drag Race (Gastjurorin)
- Seit 2016: Kocktails with Khloé
- Seit 2016: Revenge Body With Khloé Kardashian
- Produzentin der Crime Doku Tödliche Schwestern

## Auftritte in Musikvideos
- 2014: Don't Panic (von French Montana)

## Veröffentlichungen
- Strong Looks Better Naked: The Only Official Khloé Kardashian Book. Regan Ars., New York 2015, ISBN 978-1-9428-7248-1.